# Вальдманнсхаузен (замок)
Вальдманнсхаузен (нем. Burg Waldmannshausen) — старинный замок окружённый рвом, построенный Тебусом фон Вальдманнсхаузеном в период с 1486 по 1488 годы в Эльбгрунде (муниципалитет Эльбталь) в районе Лимбург-Вайльбург в Гессене (Германия), примерно в 18 км к северу от Лимбурга-ан-дер-Лана.
В прежние времена резиденция образовывала единый комплекс с расположенным по соседству замком Гут Вальдманнсхаузен. От этого бывшего замка на воде остались только руины. Замок и соседние здания, построенные в 1790 году, с 1935 года служат школьным лагерем. Замок принадлежит организации Schullandheim Burg Waldmannshausen e.V. со штаб-квартирой в Хагене, Вестфалия.

## История

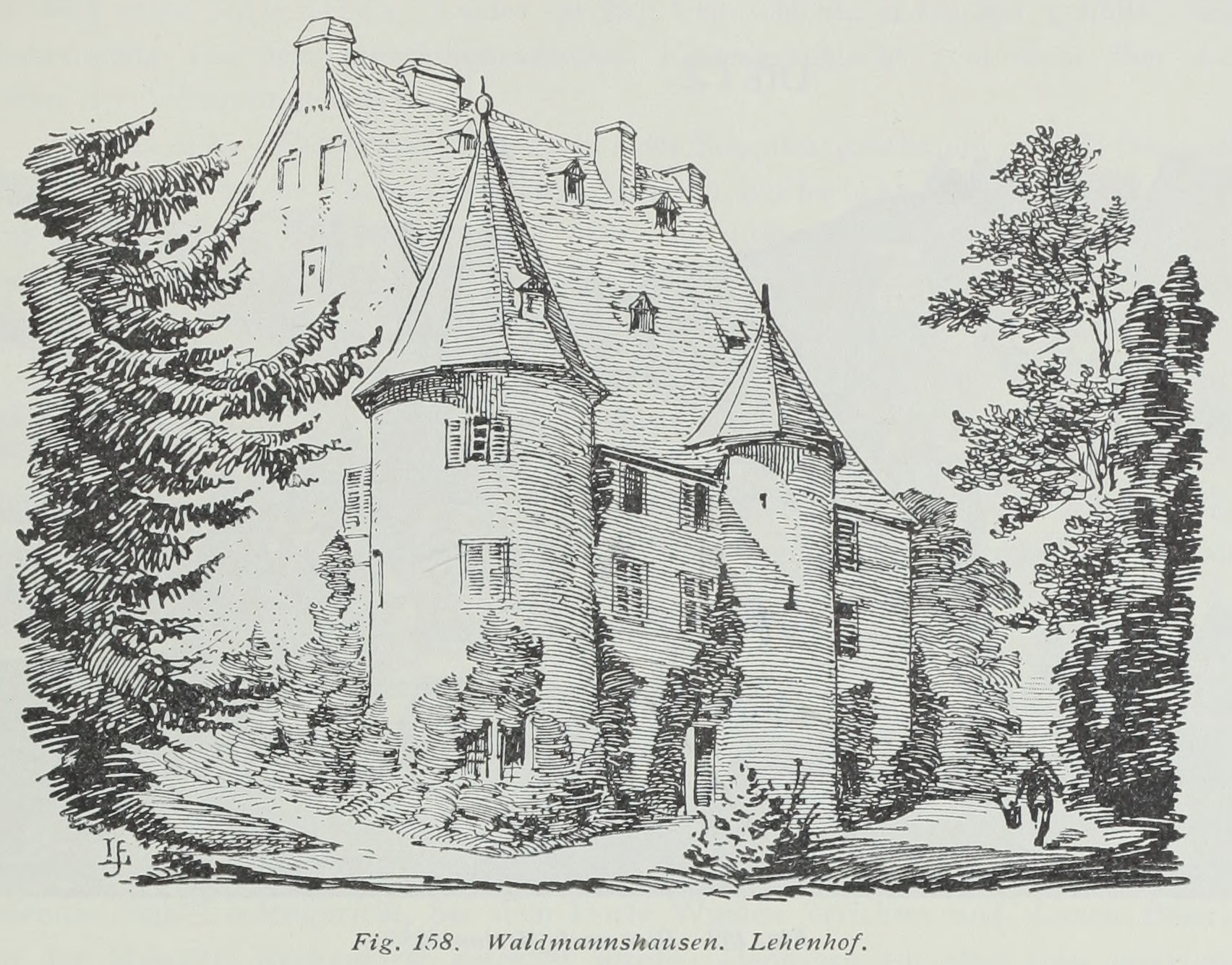
Замок Вальдманнсхаузен на рисунке 1907 года

Семья фон Вальдманнсхаузен впервые упоминается в 1136 году. Другая линия рода — давно ответвившаяся семья Вальдботт Бассенхайм.
Замок был заложен дворянином по имени Тебус (также Дебус) фон Вальдманнсхаузен, который умер в 1506 году. Он был сыном Герхарда фон Вальдманнсхаузена и служил графам Нассау-Дилленбурга в 1480-х годах. По некоторым сведениям на этом месте ранее уже находились каменные укрепления.
Замок был разрушен в XVII веке. Его отреставрировал в 1786 году Кристиан Генрих фон Эрат. К 1790 году он значительно расширил резиденцию, чтобы создать единое целое с близлежащим замком на воде. Получился живописный комплекс.
После 1835 года замок несколько раз переходил из рук в руки. Наконец в 1935 году он стал собственностью школьного лагеря вестфальского города Хаген.
Сегодня комплекс признан памятником архитектуры.

## Описание
«Новый замок» был построен в 1486 году в стиле поздней готики. Все сооружения окружили защитным рвом (в настоящее время они расчищены и воссозданы в первоначальном состоянии). Главной резиденцией стало трехэтажное здание с крутой двускатной крышей. Изначально здесь не было подвала. Для усиления оборонительных качеств с двух противоположных сторон к главному зданию пристроили круглые башни с конусообразными крышами. В центральной части разместили лестничную башню, которая обеспечивала доступ на верхние этажи. 
Напротив замка располагаются бывшие конюшни. Рядом с замковым комплексом имеется бывшая фермерская усадьба, которая долгое время была частным сельскохозяйственным предприятием, а сейчас используется как жилая постройка.

## Галерея

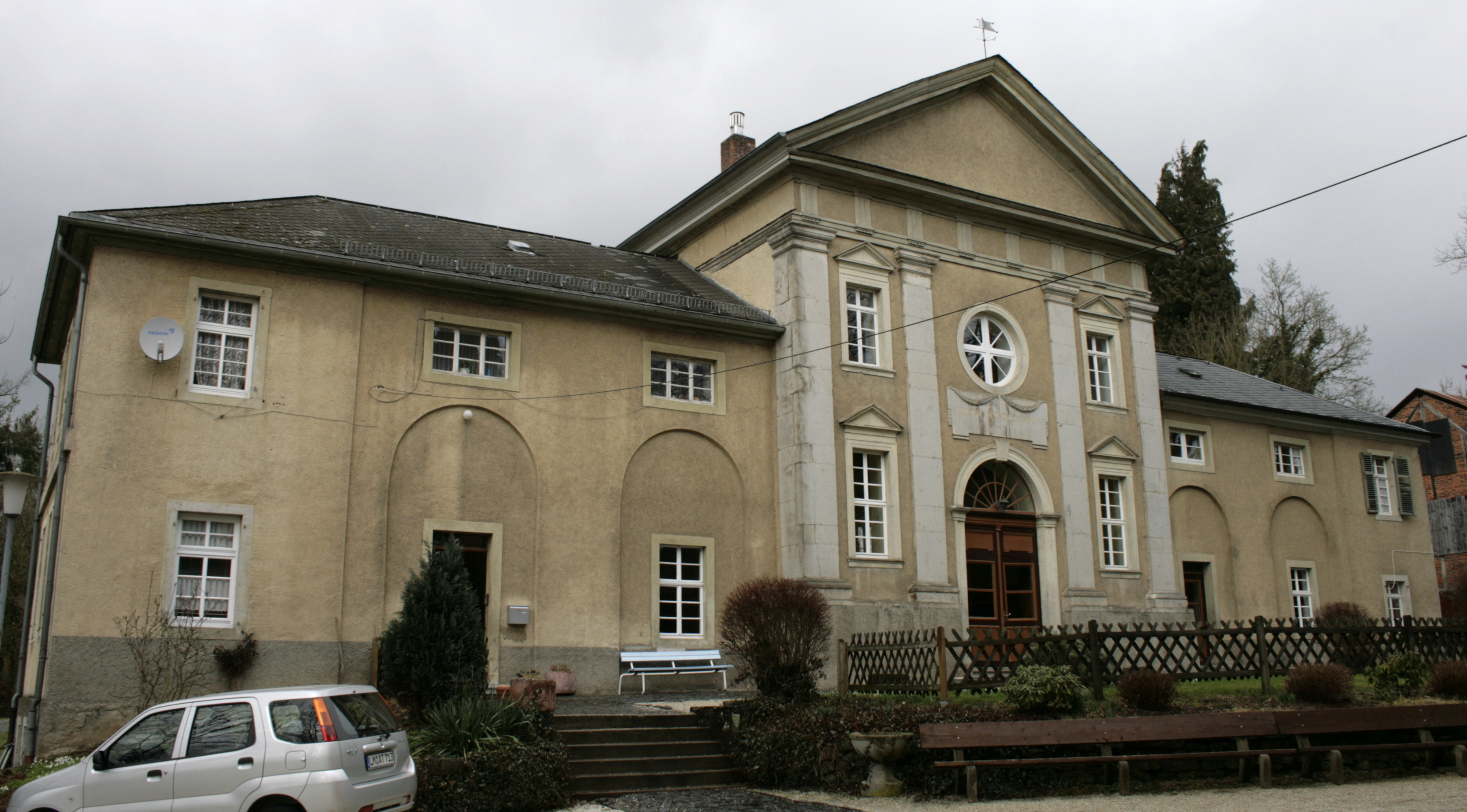
Здание бывших конюшен
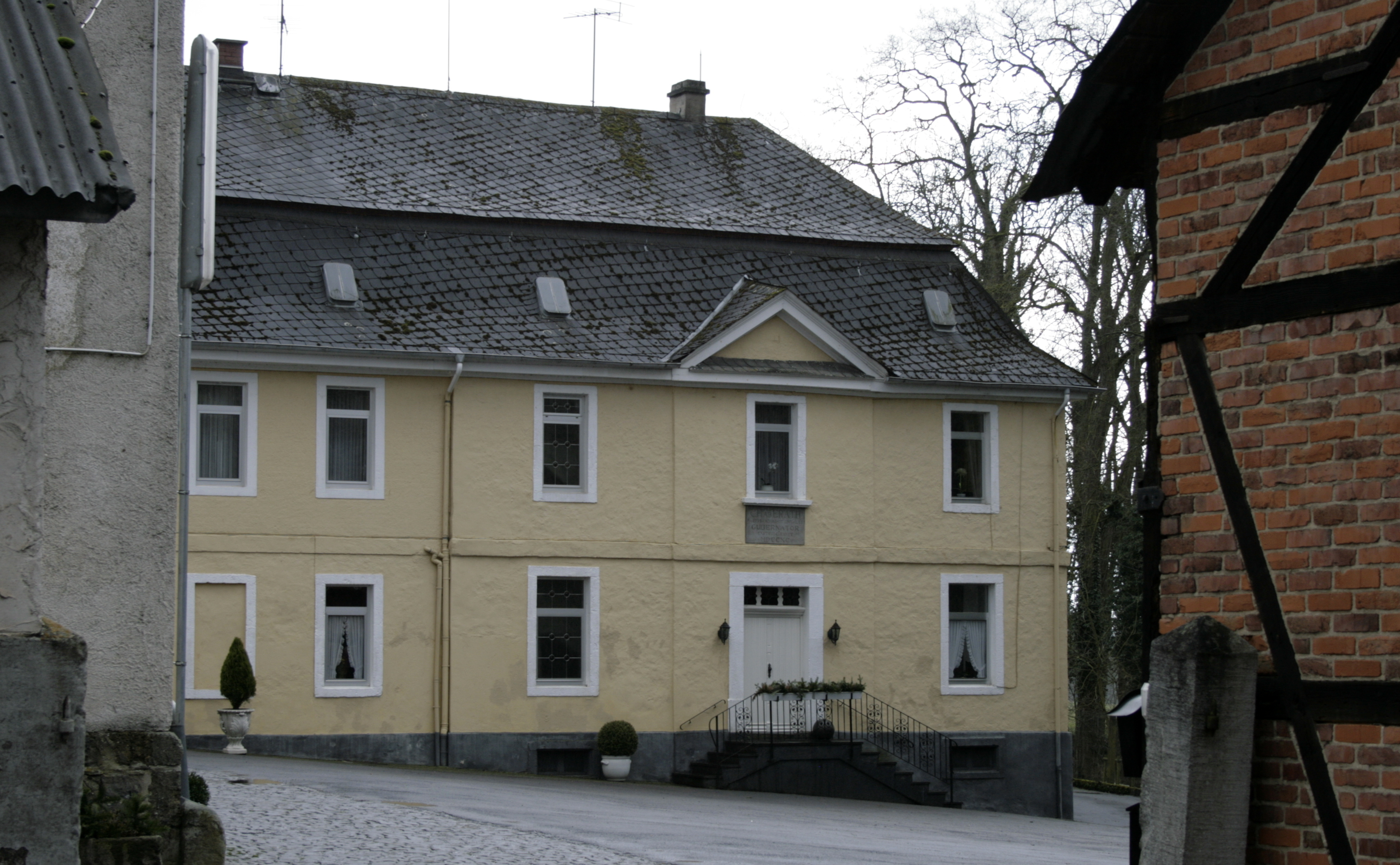
Бывшее здание для прислуги, ныне жилой дом
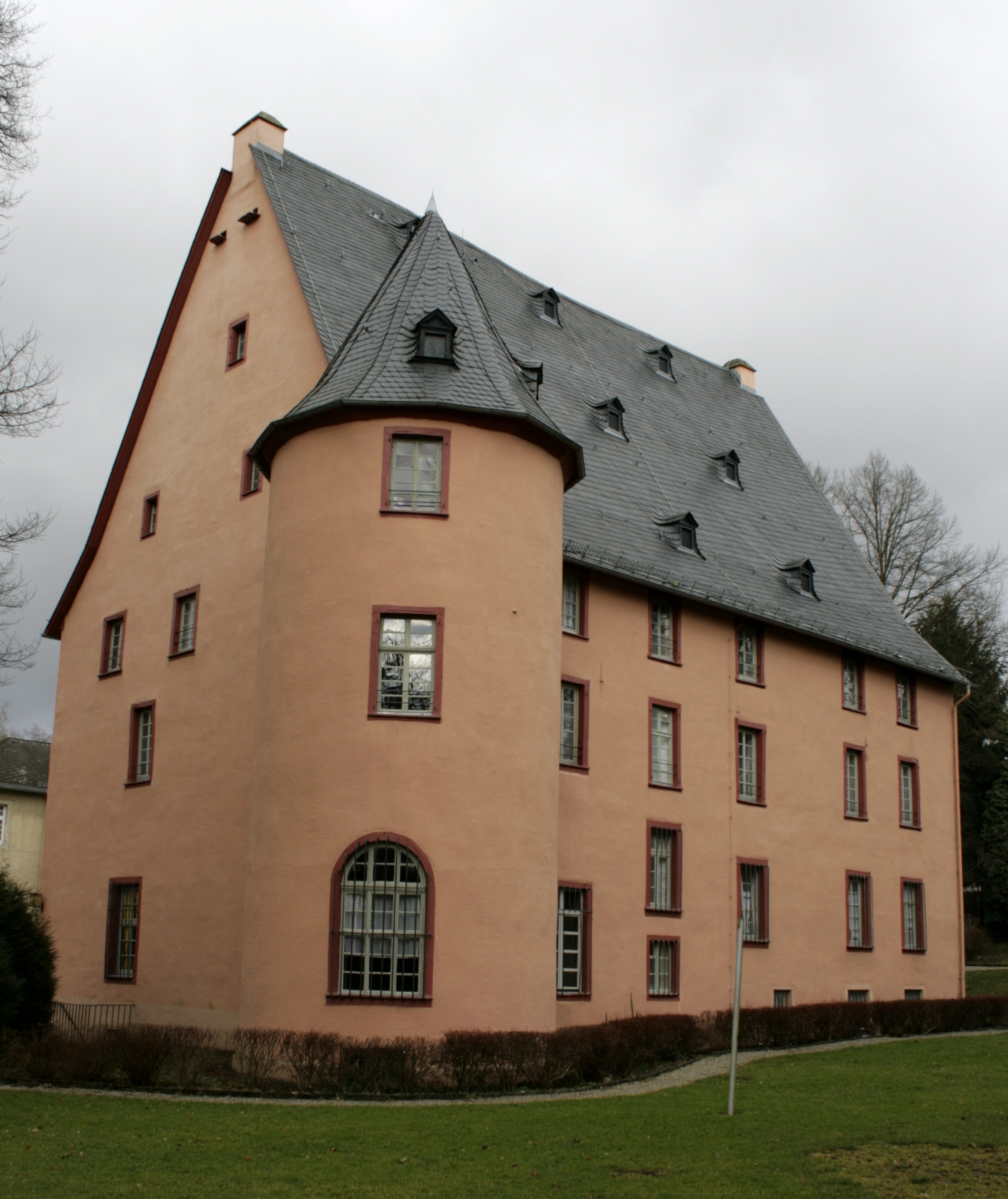
Замок со стороны двора